# Arkansas Razorbacks

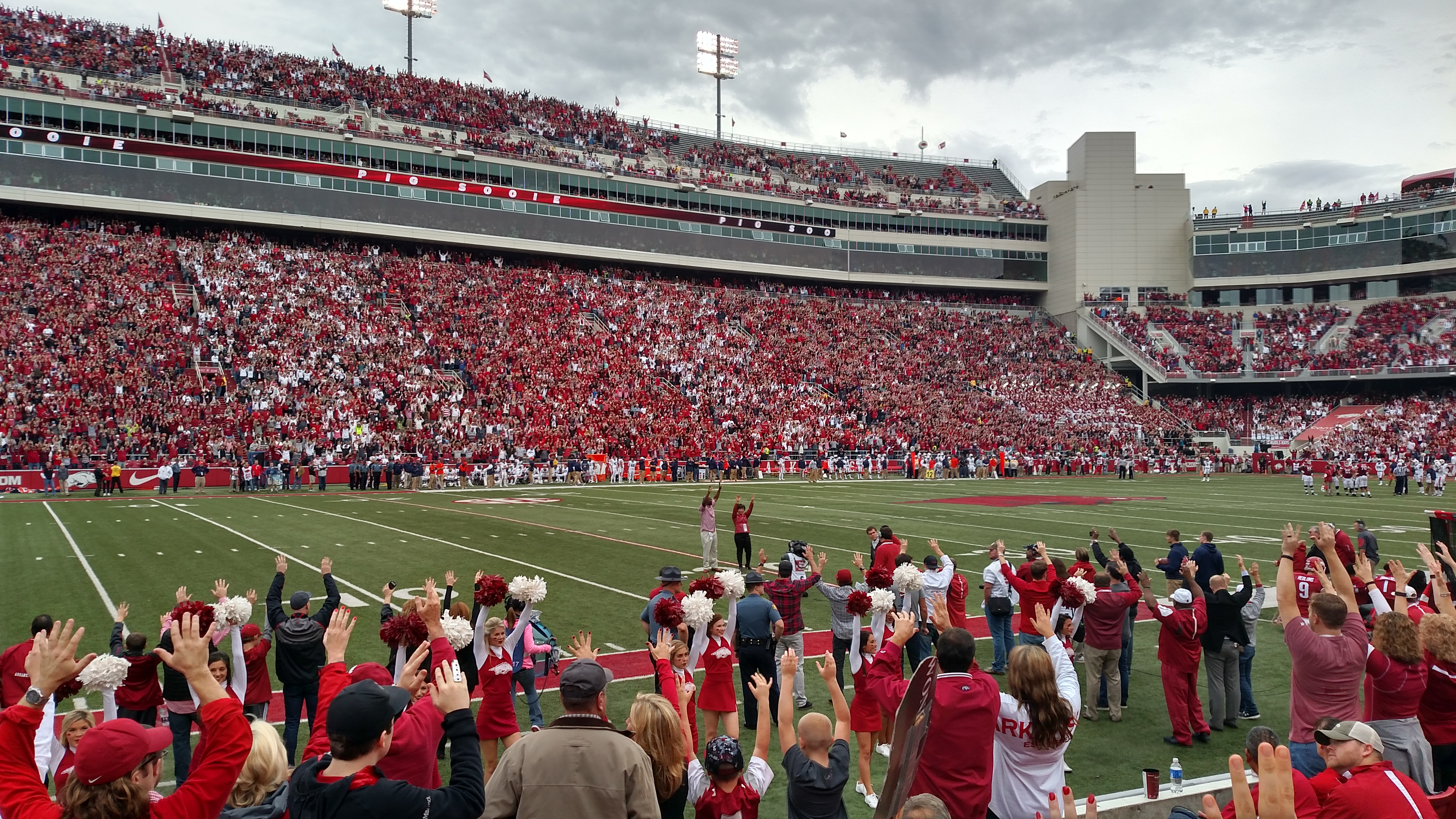
Footballspiel der Arkansas Razorbacks

Die Arkansas Razorbacks, auch Hogs genannt, sind die Sportteams der University of Arkansas in Fayetteville im US-Bundesstaat Arkansas. Die University of Arkansas hat insgesamt 19 verschiedene Sportteams, davon 8 Männer- und 11 Frauenteams. Die Razorbacks gehören der Southeastern Conference an. Die Farben der Teams sind Kardinalrot und Weiß. Da Arkansas kein Team in den großen professionellen Ligen (MLB, NBA, NFL und NHL) besitzt, sind die Razorbacks das populärste Sportteam des Bundesstaates.

## Name und Farben
Die heutigen Farben der Universität stammen aus dem Jahr 1894, als die Studentenschaft sich in einer Abstimmung für Kardinalrot und gegen ein helles Violett entschied. Die Sportteams erhielten zunächst, passend zur Farbe, den Namen Cardinals (nach dem Vogel Kardinal). Spätestens 1902 kam in Lokalmedien gelegentlich der Name Razorbacks auf, der später von Hugo Bezdek, ab 1908 Head Coach des Footballteams, populärer gemacht wurde. Weit verbreitet ist die Erzählung, Bezdek habe nach einem Sieg seines Team gesagt, dass seine Mannschaft wie eine wilde Horde Razorbacks (verwilderte Hausschweine) gekämpft habe. Nachdem das Footballteam die Saison 1909 ungeschlagen beendet hatte, entschied man sich 1910 in einer Abstimmung, Razorbacks als neuen Namen zu übernehmen. Vermutlich in den 1920er-Jahren entstand die Tradition des Calling the Hogs („Woo, pig, sooie! Razorbacks!“), weswegen die Razorbacks auch als Hogs (Schweine) bezeichnet werden. Der gängigen Überlieferung nach begann dies damit, dass Farmer, die das Spiel besuchten, die Razorbacks so anfeuerten, wie sie ihre Schweine antrieben.

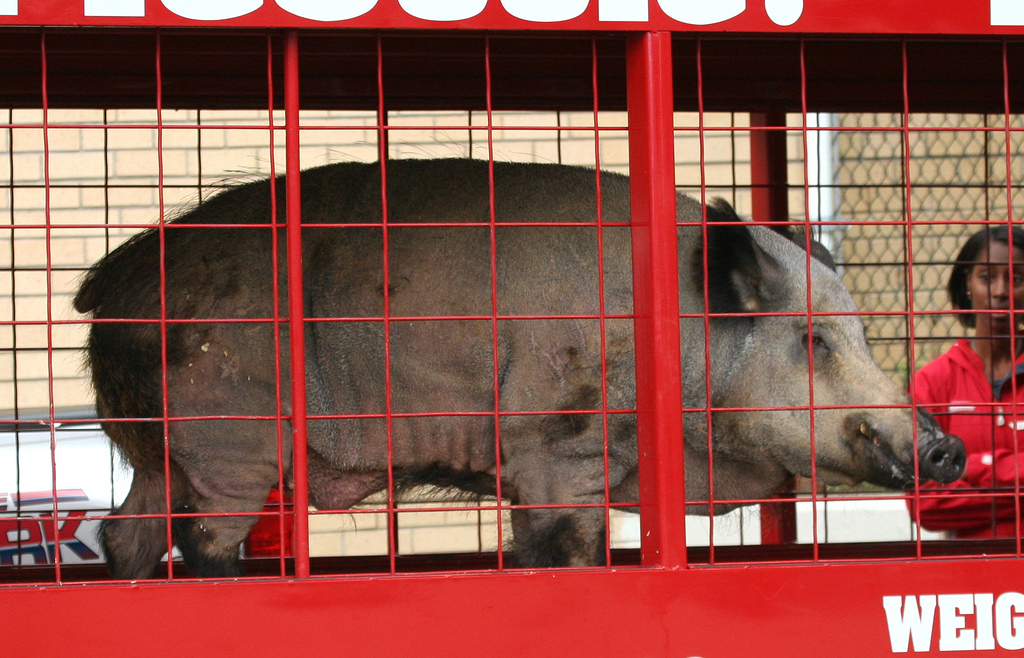
Tusk III im Jahr 2010

Seit 1997 gibt es das lebende Maskottchen Tusk (englisch für Stoßzahn), ein Razorback. Aktuell amtiert Tusk V, der in gerader Linie von Tusk I abstammt. Die Tiere leben auf einer Farm in Dardanelle und werden pro Jahr 20 bis 25 Mal zu Veranstaltungen der Razorbacks ins zwei Fahrtstunden entfernte Fayetteville gebracht.

## Sportarten
Die Razorbacks bieten folgende Sportarten an:
| Sportart          | Männer | Frauen |
| ----------------- | ------ | ------ |
| American Football | X      |        |
| Baseball          | X      |        |
| Basketball        | X      | X      |
| Crosslauf         | X      | X      |
| Fußball           |        | X      |
| Golf              | X      | X      |
| Leichtathletik 1  | X      | X      |
| Schwimmsport      |        | X      |
| Softball          |        | X      |
| Tennis            | X      | X      |
| Turnen            |        | X      |
| Volleyball        |        | X      |
| Stand: 2021       |        |        |

## Basketball
Das Basketballteam der Männer gewann 1994 die NCAA Division I Basketball Championship und spielt ebenso wie das Team der Frauen in der Bud Walton Arena mit 19.368 Sitzplätzen.

## Football

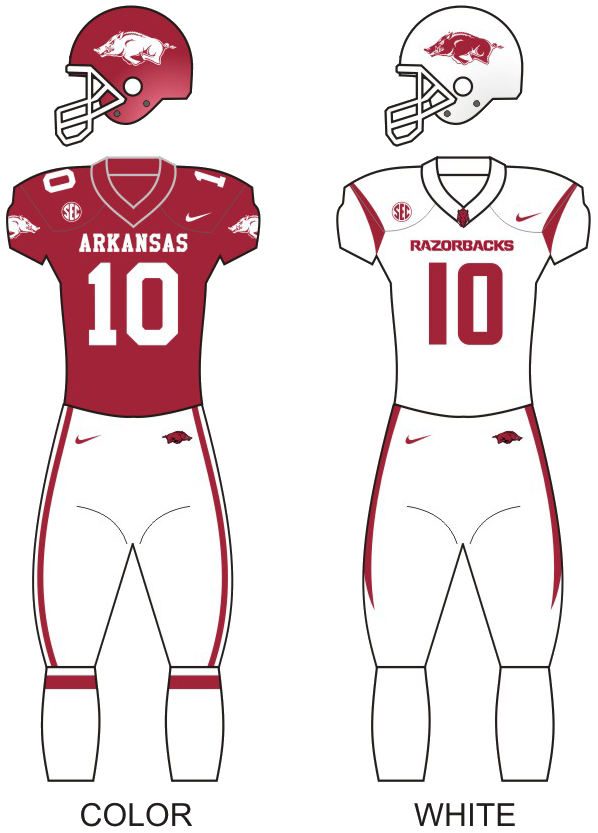
Uniformen der Arkansas Razorbacks

Das Footballteam besteht seit 1894, als die Universität noch Arkansas Industrial University hieß. Ihren heutigen Namen erhielt die Universität 1899. Erster Head Coach war John C. Futrall, ein Lateinprofessor. In der Saison 1909 blieb das Team unter Head Coach Hugo Bezdek, auf den der Name der Razorbacks wesentlich zurückgeht, mit sieben Siegen ungeschlagen. Eine Ära des Erfolgs prägte der Trainer Frank Broyles, von 1958 bis 1976 Head Coach der Razorbacks. In der Saison 1964 gewann das Team alle elf Spiele. Ebenso wie die Alabama Crimson Tide beanspruchen die Razorbacks den Gewinn der nationalen Meisterschaft 1964. Beide Teams hatten ihre zehn Partien der Regular Season gewonnen, woraufhin Alabama von Associated Press zum Meister gekürt wurde. Während Arkansas auch das Bowl Game zum Saisonabschluss gewann, unterlag Alabama im Orange Bowl. Die Football Writers Association of America führt Arkansas als Meister der Saison 1964. Erst im Jahr 1969 vergaben die Razorbacks Stipendien an schwarze Spieler, obwohl die Universität bereits seit dem Ende der 1940er für alle Studenten geöffnet worden war, womit sie als eines der letzten College-Football-Programme die Rassentrennung aufgaben.
Ab 1914 spielten die Razorbacks in der Southwest Conference (SWC), seit dem Jahr 1992 tritt man in der Southeastern Conference (SEC) an. Das Team gewann 13 Meisterschaften in der SWC, in der SEC ist man bislang ohne Titelgewinn.
Die Razorbacks tragen ihre Heimspiele vorwiegend im 1938 errichteten Donald W. Reynolds Razorback Stadium in Fayetteville aus, das Platz für 72.000 Zuschauer bietet. Im Jahr 2007 wurde das Spielfeld zu Ehren des ehemaligen Head Coaches Frank Broyles Field benannt. Zudem finden einige Spiele im War Memorial Stadium mit einem Fassungsvermögen von 54.120 Zuschauern in Little Rock statt.
Traditionell waren die Texas Longhorns einer der größten Rivalen der Razorbacks, allerdings spielt man seit dem Wechsel in die SEC nicht mehr regelmäßig gegen Texas (allerdings wollen die Longhorns 2025 der SEC beitreten). Seit 1992 trifft man dafür jedes Jahr auf die LSU Tigers, gegen die man die Battle for the Golden Boot, eine goldene Trophäe in Form der Bundesstaaten Arkansas und Louisiana, austrägt. Gegen die Missouri Tigers wird seit 2015 um die Battle Line Trophy gespielt.

## Leichtathletik
Die Leichtathletikteams der Razorbacks zählen zu den erfolgreichsten des Landes. Bis zur Saison 2018/19 gewannen In- und Outdoor-Leichtathleten sowie Crossläufer insgesamt 45 nationale Mannschaftsmeisterschaften und zahlreiche individuelle Titel. Zahlreiche international erfolgreiche Athleten waren für die Razorbacks aktiv, darunter die Olympiasieger Veronica Campbell-Brown, Taylor Washington und Mike Conley Sr.